# Wiera Oboleńska

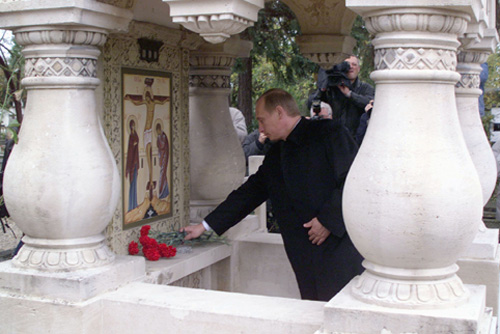
Prezydent Rosji Władimir Putin składa kwiaty na symbolicznym grobie Wiery Oboleńskiej, 2000

Wiera Apołłonowna Oboleńska zd. Makarowa, ps. Vicky (fr. Véra Obolensky; ur. 11 lipca 1911 w Baku, zm. 4 sierpnia 1944 w więzieniu Plötzensee w Berlinie) – rosyjska uczestniczka francuskiego ruchu oporu.
Z Rosji emigrowała razem z rodzicami po rewolucji październikowej. Krótko przed wybuchem II wojny światowej wyszła za mąż za Nikołaja Aleksandrowicza Oboleńskiego. Pracowała jako sekretarka Jacques’a Arthuysa, przemysłowca i działacza francuskiej skrajnie prawicowej organizacji Action française, a zarazem zdecydowanego przeciwnika nazizmu.   
We francuski ruch oporu zaangażowała się latem 1940, przystępując do utworzonej przez Arthuysa tajnej Organizacji Cywilnej i Wojskowej (fr. Organisation Civile et Militaire), do której wprowadziła także swojego męża i przyjaciół Kiriłła Makinskiego oraz Sofię Nosowicz. Została sekretarką generalną organizacji, brała udział w przekazywaniu do Londynu informacji o działaniach niemieckich we Francji oraz o dalszych planach wojsk niemieckich, zdobytych przez członków organizacji. Spotykała się z dowódcami komórek Organizacji Cywilnej i Wojskowej i przekazywała im polecenia dowództwa, przyjmowała meldunki, kopiowała nielegalnie pozyskane plany niemieckich obiektów wojskowych. Po aresztowaniu Arthouysa w końcu 1942 Wiera Oboleńska stała się najbliższą współpracownicą nowego komendanta organizacji, pułkownika Alfreda Touny.
W końcu roku następnego Gestapo zorientowało się o istnieniu organizacji i dokonało masowych aresztowań jej działaczy. 17 grudnia 1943 Wiera Oboleńska i Sofia Nosowicz zostały aresztowane w mieszkaniu tej ostatniej. Obydwie były przetrzymywane w więzieniu Fresnes w Paryżu, następnie w więzieniu w Arras. Mimo wyczerpujących przesłuchań Oboleńska nie wydała nikogo, przyznając się jedynie do własnej przynależności do organizacji. Została skazana na śmierć, przewieziona do berlińskiego więzienia Plötzensee i tam zgilotynowana. Jej symboliczny grób znajduje się na rosyjskim cmentarzu prawosławnym w cmentarzu prawosławnym w Sainte-Geneviève-des-Bois, w kaplicy poświęconej pamięci Rosjan walczących po stronie francuskiej w II wojnie światowej. Upamiętnia ją także tablica na ul. Rueil-la-Gadelière w Paryżu, gdzie mieszkała z mężem w ostatnich latach życia.
W 1958 została pośmiertnie odznaczona Krzyżem Kawalerskim Legii Honorowej i Krzyżem Wojennym.
Jej mąż Nikołaj po II wojnie światowej został prawosławnym duchownym i służył jako protoprezbiter m.in. w soborze św. Aleksandra Newskiego w Paryżu.